# Deva Cassel
Deva Cassel (Roma, 12 de setembro de 2004) é uma modelo e atriz franco-italiana. É embaixadora das marcas Cartier e Dior .  
Cassel apareceu em diversas campanhas da Dolce & Gabbana, além de desfilar para grandes marcas de moda da Europa. Fez sua estreia no cinema no drama italiano de 2023 The Beautiful Summer .

## Biografia
Deva Cassel nasceu em 12 de setembro de 2004, em Roma, e cresceu entre Itália, Paris e Rio de Janeiro.  Seus pais são modelo e atriz italiana Monica Bellucci e o ator francês Vincent Cassel .  Ela tem uma irmã mais nova, Léonie, uma meia-irmã, Amazonie, do segundo casamento de seu pai com a modelo Tina Kunakey e um meio irmão, Caetano, fruto do relacionamento do pai com a modelo Narah Batista.  
Desde criança é ligadas as artes, e apaixonar por canto, pintura e atuação, tendo assim ingressado na escola de artes dramáticas ainda na infãncia. Seu interesse por imagens e inclinação artistica a jogaram para o mundo da moda na adolescência. 
Deva é poliglota e fala cinco línguas: francês, italiano, inglês, português e espanhol.  

## Carreira

### Modelo
Em 2020, Deva  fez a campanha de fragrâncias da Dolce & Gabbana Shine e foi capa da revista francesa Elle .  No ano seguinte, estreou em desfilles para a Dolce & Gabbana e foi capa da edição de julho da Vogue Itália com sua mãe, Monica Bellucci . 
Por mais dois anos, Deva participou de campanhas de perfumes da Dolce & Gabbana, Dolce Rose e Dolce Lily, e em 2022, fez a campanha de beleza da D&G Beauty.  Ainda em 2022, fez seu primeiro desfile para a Jacquemus e assinou contrato com a DNA Models
Em 2023, foi rosto de beleza e fragrância Dolce Violet e desfilou para Coperni e Courreges na PFW.
Em 2024, estrelou a nova campanha de Dior Beauty, onde foi anunciada embaixadora da marca.  Nas passarelas, desfilou para Alberta Ferretti e no Vogue World, usando um emblemático look Dior
Foi capa da edição de 60º aniversário da Vogue Itália, em setembro de 2024. 
Já realizou diversos trabalhos para a Vogues Americana, Britânica, Francesa, Italiana, além de capas para a revista Elle, Bazaar, Madame Figaro, Wonderland, entre outras publicações de moda

### Atriz
Cassel fez sua estreia como atriz no filme independente de 2023 The Beautiful Summer e aparecerá como Angelica Sedara na série da Netflix The Leopard . 
Em 2024, foi o Tédio na dublagem italiana do filme Divertidamente 2

## Vida pessoal
Deva namora o ator italiano Saul Nanni, que conheceu durante as filmagens de O Leopardo, desde outubro de 2023. 

## Filmografia
| Ano  | Título               | Papel           | Notas          |        |
| ---- | -------------------- | --------------- | -------------- | ------ |
| 2023 | The Beautiful Summer | Amélia          | filme          | [ 20 ] |
| 2024 | Divertidamente 2     | Tédio           | filme/dublagem | [ 21 ] |
| 2025 | The Leopard          | Angélica Sedara | série de TV    | [ 5 ]  |
| 2025 | Bethlehem            | Mary            | filme          | [ 22 ] |